# فريد العلاغي
فريد العلاغي (ولد في 28 أغسطس 1985) هو لاعب كرة قدم مغربي ولد في فرنسا، يلعب كمهاجم. بدأ مسيرته في الدرجات السفلى في نظام كرة القدم في فرنسا. بدأ مسيرته الاحترافية مع نادي فالكيرك، وسجل 27 هدفا في 43 حضور له مع الفريق في أول سنة له معه.

## روابط خارجية
- فريد العلاغي على موقع قاعدة بيانات كرة القدم.إي يو (الإنجليزية)
- فريد العلاغي على موقع Soccerbase.com (لاعب) (الإنجليزية)
- فريد العلاغي على موقع Soccerway.com (الإنجليزية)